# Palčhen Čhökji Döndub
Palčhen Čhökji Döndub (1695–1732) byl tibetský buddhistický meditační mistr a učenec linie Kagjüpy – jedné ze čtyř hlavních škol tibetského buddhismu. Byl osmým Žamarem rinpočhem.

## Život
žamarpa Palčhen Čhökji Döndub se narodil v nepálském Jilmu. Karmapa vyslal skupinku mnichů s uznávacím dopisem, aby dohlédli na jeho bezpečný návrat do Tibetu. Nepálský král však tříletého rinpočheho (z tibetštiny – drahocenný) požádal, aby poctil svou návštěvou Káthmándú. Tam zůstal až do svých sedmi let. Když karmapa opět požádal o jeho návrat, podařilo se nakonec celému kontingentu mnichů dopravit žamarpu Palčhena Čhökji Dönduba zpět do nadšeného Tibetu.
žamarpa přijal nauky linie Kagjü od jedenáctého Karmapy před jeho smrtí. žamarpa později uznal a intronizoval dvanáctého Karmapu Čhangčhuba Dordžeho a osmého Tai Situ rinpočheho a stal se karmapovým hlavním učitelem. žamarpa, Tai Situ rinpočhe a Gjalcchab rinpočhe podnikli později společně s karmapou rozsáhlou výpravu dharmy, na níž urazili ohromné vzdálenosti po Tibetu i sousedních zemích. Když bylo karmapovi i žamarpovi zřejmé, že je jejich smrt neodvratná, vrátili se do Khamu. Sepsali texty se snažnými prosbami, které měli jejich stoupenci odříkávat, aby bylo zaručeno jejich rychlé znovuzrození. Oba potom odcestovali do Číny, kde dvanáctý karmapa v čase novoluní skonal. Následujícího dne opustil své tělo i žamarpa.